# Онская синагога
Онская синагога  (гр.ონის სინაგოგა — онис синагога) — действующая синагога грузинских евреев в городе Они, центре исторической области Рача, расположена на улице Вахтанга VI, построена в 1895 году.

## История

### Строительство
Синагога была построена в 1895 году. Архитектурный стиль синагоги — эклектика. Синагога — третья по размеру в Грузии (после Большой синагоги и синагоги в Кутаиси).

### 120-летняя годовщина
2 сентября 2015 года состоялась церемония, посвящённая 120-летию с даты постройки синагоги. Ираклий Гарибашвили, занимавший должность премьер-министра Грузии, посетил церемонию.